# Argiope trifasciata
Argiope trifasciata là một phân loài nhện trong họ Araneidae. Chúng được Forsskål mô tả năm 1775. Đây là loài bản địa Bắc và Nam Mỹ, nhưng hiện đã được tìm thấy trên khắp thế giới. Chúng có thể được tìm thấy ở một số khu vực của châu Âu, cụ thể là bán đảo Iberia, quần đảo Canary, và Madeira, Chúng trông giống loài Argiope bruennichi phổ biến ở Azores TChúng thường bắt đầu xuất hiện vào mùa thu từ đầu tháng 9 đến cuối tháng 10 khi nhiệt độ bắt đầu giảm xuống.
Mạng nhện của chúng có thể đạt đường kính khoảng 60 cm. Chiều dài của mạng phụ thuộc vào kích thước của nhện. Các trang web có thể đạt tổng chiều dài hai mét.

## Hình ảnh

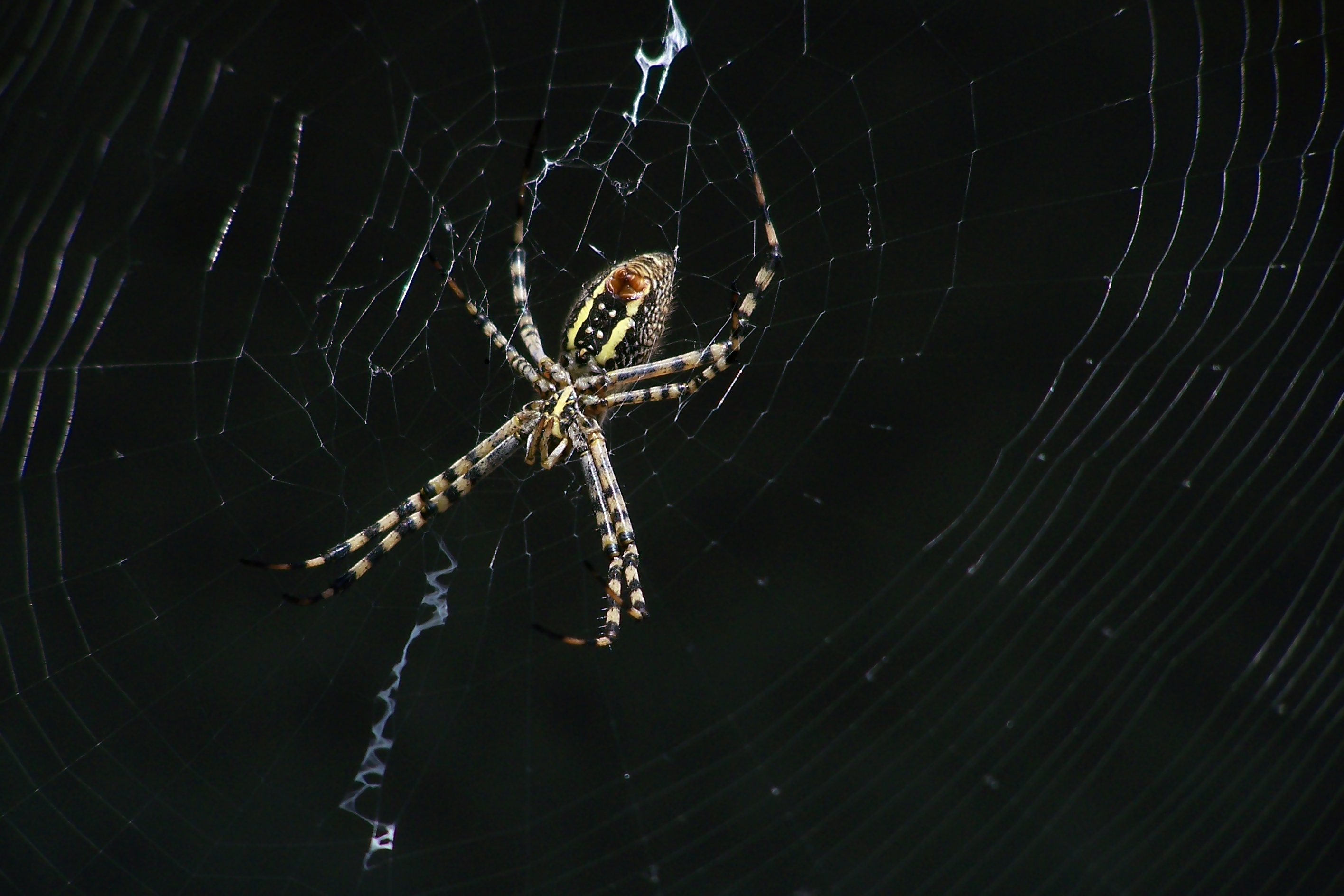
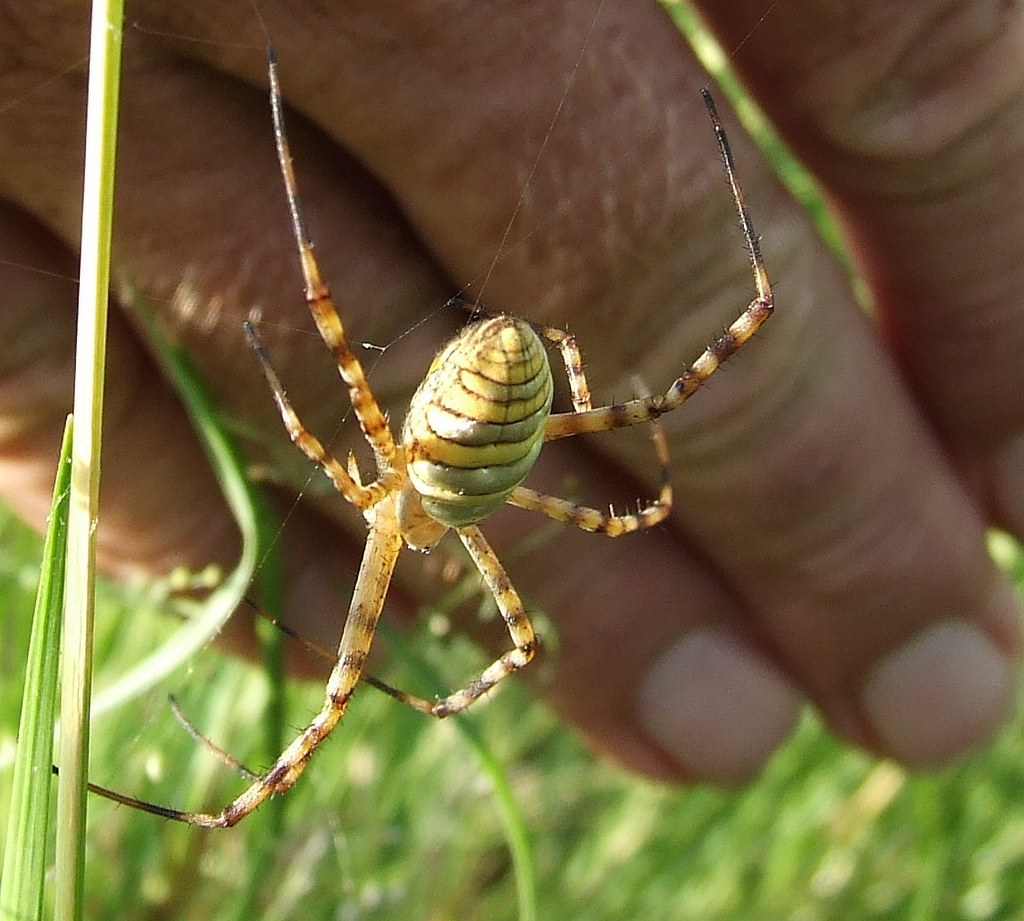
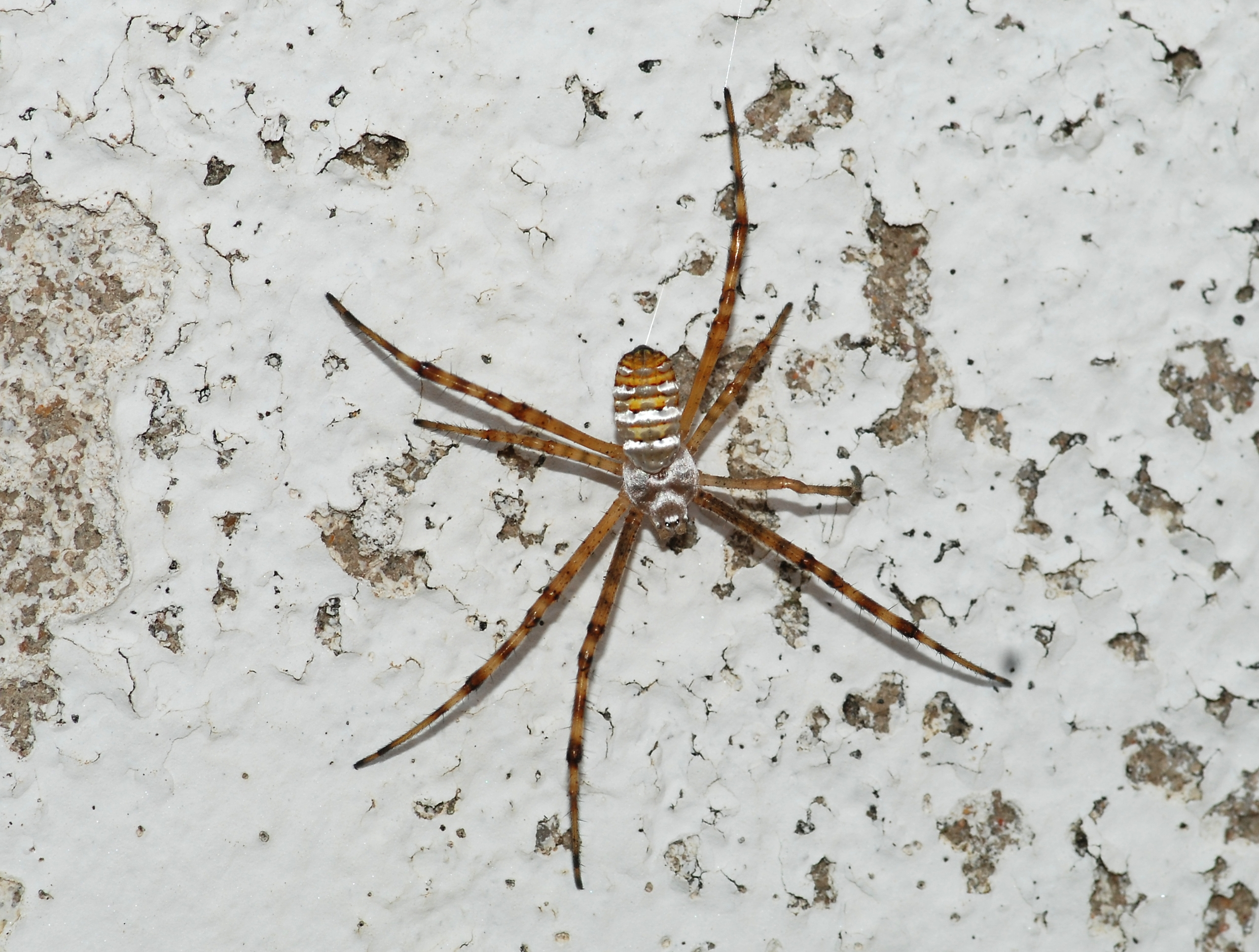
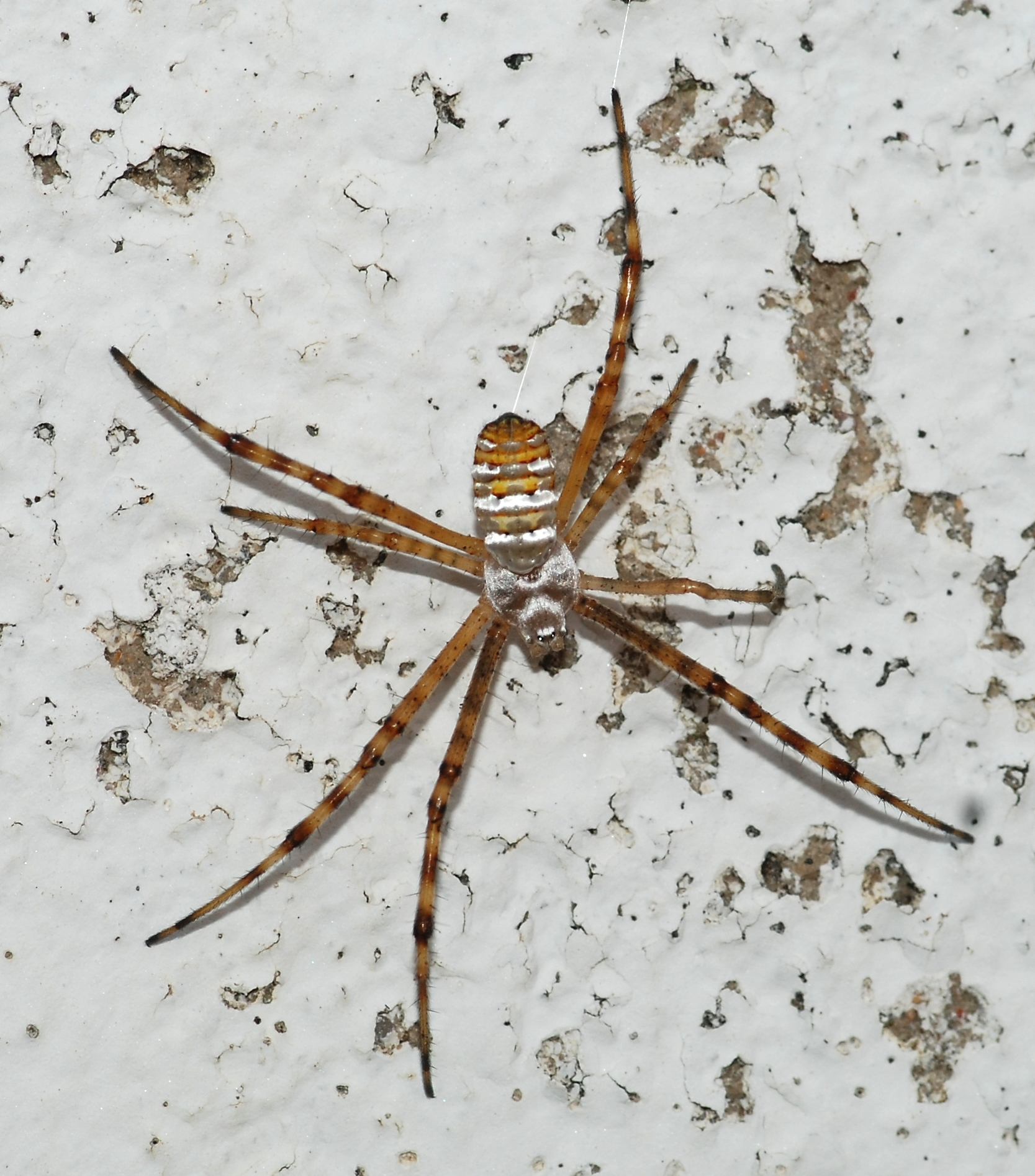